# Saropogon extenuatus
Saropogon extenuatus là một loài ruồi trong họ Asilidae. Saropogon extenuatus được Hutton miêu tả năm 1901. Loài này phân bố ở miền Australasia.